# Gare de Vörösvárbánya
La gare de Vörösvárbánya (en hongrois : Vörösvárbánya vasútállomás) est une halte ferroviaire hongroise, située à Pilisvörösvár.